# Lycoriella aberrans
Lycoriella aberrans är en tvåvingeart som beskrevs av Risto Kalevi Tuomikoski 1960. Lycoriella aberrans ingår i släktet Lycoriella, och familjen sorgmyggor. Arten är reproducerande i Sverige.